# Musée universitaire de Tromsø
Le Musée universitaire de Tromsø est un musée régional consacré à la Norvège du nord.
Fondé en 1872, le Musée de Tromsø est rattaché à l'université en 1976. Il est doté depuis janvier 2010 d'une administration commune avec le Musée Polaire (et son annexe le navire musée MS Polstjerna, « l'Etoile Polaire »), le Jardin Botanique Arctique-Alpin et le Perspektivet Museum.
L'institution, membre de l'ICOM, accueille plus de 110 000 visiteurs par an.

## Expositions
Le Musée universitaire de Tromsø propose tout au long de l'année 8 expositions permanentes et 2 à 3 expositions temporaires.

### Expositions permanentes
- Les aurores boréales  : explication du phénomène des aurores boréales (très fréquentes dans la région), possibilité unique au monde de créer sa propre « aurore boréale » grâce à la Terella, une machine inventée par le scientifique norvégien Kristian Birkeland. Brochure en français.
- Géologie : plusieurs petites vitrines sur la géologie dans le nord : minéraux de Norvège du nord, météorites, histoire de la géologie en Norvège du nord, station sismographique, formations géologiques permettant de retracer l'évolution géologique de la région, exploitation de la pierre naturelle (marbres, ardoises, etc.)

Fossile d'un ichthyosaure de 10 à 12 mètres de long découvert au Svalbard.
Représentation grandeur nature d'un Iguanodon sur lequel les enfants peuvent jouer.
- Zoologie : l'exposition Naturellement ? La nature en changement présente la théorie darwinienne de l'évolution et les changements actuels (naturels ou causés par l'homme) que connaît la faune de Norvège du nord.

Nombreux animaux de la faune locale naturalisés, squelette de baleine, bornes vidéos et audio interactives, coin enfant.
- Archéologie : l'exposition Pleins feux sur le feu est centrée sur l'utilisation du feu durant l'âge de pierre en Norvège du nord, sa place et sa symbolique dans les sociétés et les cultures préhistoriques.

Comparaisons entre les outils, les consommations d'énergie et les régimes alimentaires préhistoriques et actuels.
- Sàpmi : exposition qui présente le combat culturel et politique des Samis après 1945, d'une politique de norvégianisation forcée à leur reconnaissance comme peuple autochtone de Norvège du nord.

Exposition disponible en ligne sur le site du musée (textes en anglais, norvégien ou davvi-sami).
- Art religieux : art religieux de Norvège du nord ; exposition séparée en deux salles : période catholique (jusqu'en 1537) et période luthérienne. Sculptures, retables (dont le retable d'Andenes), objets religieux et/ou utilisés dans les églises (Bible de Christian VI, « marteau d'éveil », fonts baptismaux, pilori etc.) Brochure en français.
- Époque viking et Moyen Âge : reconstitution d'une section de la maison longue viking de Borg (Lofoten), diorama, pierre runique, bijoux, objets de la vie quotidienne, armes. Hache d'or de Botnhamn.
- La culture samie : exposition ethnographique présentant la culture samie (lapone) de la préhistoire à la première moitié du XXe siècle. Nombreux objets de la vie quotidienne, présentation de la chasse, de la pêche, du commerce, de l'élevage du renne et des migrations des Samis nomades, religion pré-chrétienne, artisanat, orfèvrerie, art, etc. Dioramas, présentation grandeur nature d'un lavvo (tente samie) et d'une goahti (hutte de tourbe).

Le musée dispose également d'une goahti ouverte durant la saison d'été (se renseigner à l'accueil).

### Expositions temporaires
Enfants de guerre – mère norvégienne, père allemand (08/05/2011 – 28/08/2011)
Gravures rupestres de la péninsule de Kola (été 2011)
Cœur/Cerveau (29/08/11 – 01/12/11)
We paint the stories of our culture (09/09/11 - 27/11/11)
Cold coasts - close relations (14/12/11 -  )

## Recherche
Le Musée est également un centre de recherche lié à l'Université de Tromsø et consacré à l'étude de la Norvège du nord et des régions arctiques (Svalbard, Jan Mayen, Océan arctique etc.) : sciences naturelles (géologie, biologie marine, botanique, zoologie, en part. entomologie, ornithologie etc.) et sciences humaines (ethnographie, histoire et archéologie samies, cultures de la côte de Norvège du Nord, archéologie viking, histoire régionale, sociologie, anthropologie etc.)
Il est possible de contacter directement des chercheurs de chacun de ces départements (« voir page web du musée »(Archive.org • Wikiwix • Archive.is • Google • Que faire ?), encadré jaune à gauche de la page : Ask a scientist). 
Le musée publie entre autres la revue de vulgarisation scientifique Ottar (en norvégien) et une publication en anglais, Way North.

## Informations pratiques
Brochures en français disponibles dans les expositions « Aurores Boréales » et « Art Religieux » (les autres brochures sont en cours de réalisation) ; brochures et/ou textes des expositions en anglais et en norvégien dans toutes les autres expositions.
Un billet d'entrée global à tarif préférentiel permet d'accéder à tous les musées gérés par l'université. Réductions enfants, étudiants, seniors, familles, groupes (plus de 10 personnes).
Visite guidée en français possible certains jours durant la saison d'été (se renseigner à l'accueil ; selon disponibilité) et toute l'année pour les groupes (sur réservation et selon disponibilité).
Horaires d'ouverture :
Juin-Août :
Tous les jours : 09.00-18.00
Septembre-Mai :
Lundi-Vendredi : 10.00-16.30
Samedi : 12.00-15.00
Dimanche : 11.00-16.00
Le musée est ouvert toute l'année sauf : 
1er janvier, 1er mai, 17 mai et 25 décembre.
Accès : bus 34 et 37